# Deep Zone Project
Deep Zone Project – bułgarski zespół muzyczny grający muzykę electro house. Razem z DJ-em Balthazarem reprezentowali Bułgarię w Konkursie Piosenki Eurowizji 2008.

## Historia zespołu
Deep Zone Project (Deep Zone) powstał w 2000 roku. Zespół został doceniony przez miłośników muzyki klubowej w Europie Wschodniej dzięki tekstom piosenek.
Po wydaniu pierwszej płyty, Ela Izgeii 2002, DJ Dian, Rossko, Luybomir Savov (ojciec Diana) oraz Yoanna z zespołem Deep Zone Project zostali nominowani w pięciu kategoriach do MTV Award Ceremony. Zwyciężyli w kategorii na najlepszy kawałek klubowy roku dzięki piosence „Without Caffeine”.
Inna piosenka, „DJ, Take Me Away”, znalazła się na drugim miejscu na europejskiej liście przebojów MTV i wygrała bułgarskie eliminacje do Eurowizji 2008. Ostatecznie piosenka nie trafiła jednak do finału.

## Członkowie zespołu

### Aktywni członkowie
- DJ Dian (Djan Sawow) – DJ, Kompozytor / Kreator Beatu, Organista[3]
- JuraTone (Lubomir Sawow) – Gitarzysta, Kompozytor / Aranżer[3]
- Startrax (Aleks Kiprow) – instrumenty klawiszowe[3]
- Nadia – Wokalistka[3]

### Byli członkowie zespołu
- Joanna – Wokalistka[1]
- Rossko (Rosen Stoew) – DJ, Inżynier głosu, Harmonijka laserowa[1]